# Ahrensberg (Wesenberg)
Ahrensberg, auch Ahrensberghe (1328) oder Arnsberg genannt, war früher eine Exklave des Großherzogtums Mecklenburg-Schwerin im Herzogtum Mecklenburg-Strelitz und ist heute ein Ortsteil der Stadt Wesenberg im Landkreis Mecklenburgische Seenplatte in Mecklenburg-Vorpommern.

## Geographie
Ahrensberg liegt fünf Kilometer südöstlich von Wesenberg entfernt am Drewensee, einem der Seen an der Oberen Havel, dessen Westteil Bestandteil der Obere Havel-Wasserstraße ist. Der Übergang der Wasserstraße vom Drewensee zum Finowsee wird von der Ahrensberger Hausbrücke überspannt. In der Gemarkung Ahrensberg liegen außerdem der Wagnitzsee, der Große Priepertsee, der Kleine Priepertsee und Teile des Plätlinsees sowie die Wohnplätze Radensee und Hartenland. In unmittelbarer Nähe liegt das Naturschutzgebiet Grundloser See bei Ahrensberg.
Die B198 verläuft nordwestlich und die B96 östlich.

## Geschichte
Im Mittelalter war Ahrensberg Teil des Bistums Havelberg. Die Grafen von Lindow errichteten hier vermutlich eine Burg anstelle einer slawischen Festung; deren Erdwälle sind heute noch erkennbar. 1988 kamen bei Arbeiten Eichenpfäle aus dem Jahr 1290 zum Vorschein, welche vermutlich Teil eines Burgturms waren. Im Ergebnis des Templiner Friedens (1317) wurden die Burgen in Ahrensberg, Canow und Strasen zerstört.
1328 wurden Otto und Ulrich von Dewitz – die Erzieher und Berater des Mecklenburger Fürsten Heinrich II. – für ihre Verdienste mit „Hus und Dorf“ Strelitz und dem kleinen Land Ahrensberg belehnt.
1329 starb Heinrich II. Seine Söhne Albrecht II. und Johann zu Mecklenburg teilten sich nun die Herrschaft in Mecklenburg. Das Herrschaft Stargard wurde vom brandenburgischen Markgrafen Ludwig an die beiden Fürsten als Lehen vergeben. Die Lehnsabhängigkeit von den Brandenburger Markgrafen endete 1347 mit der Erhebung der Herrschaft Stargard zum Reichslehen durch den römisch-deutschen König und späteren Kaiser Karl IV. und der Vergabe an die mecklenburgischen Fürsten.
1348 wurde die Grafschaft Fürstenberg gegründet und Otto und Ulrich von Dewitz von den Herzögen Albrecht und Johann damit belehnt. Als Gefolgsleute der Mecklenburger Fürsten wurden sie von Kaiser Karl IV. zu Grafen erhoben. Am 2. Januar 1349 gaben die Mecklenburger Fürsten den Gebrüdern Dewitz – nunmehr Grafen von Fürstenberg – „husz vnnde Stadt“ Ahrensberg zu Lehen. Im Besitz derer von Dewitz blieb es bis 1449, respektive wurde schon zuvor aufgeteilt. Innerhalb der Familie von Dewitz erfolgte nachfolgend auch die Bezeichnung Ländchen Ahrensberg.
Ahrensberg gelangte via Kauf am 19. November 1461 in die Hände des Adelsgeschlechts derer von Hahn, vertreten durch Eckhard V. von Hahn, Knappe aus der Familienlinie Solzow. Es gehörte im 19. Jahrhundert den Grafen von Hahn. Die Familie betrieb Ahrensberg mit Hartenfeld zumeist als Nebengut. Namhaftester Vertreter war Friedrich Graf von Hahn, der sich einen Namen als Pferdezüchter machte.
1856 wurde Ahrensberg an das Geschlecht Voß verkauft, die auch das Mausoleum auf dem Friedhof erbauen ließen. Erster Voß auf Ahrensberg und Hartenland wurde Friedrich von Voß-Luplow (1801–1889), verheiratet mit Auguste von Owstein-Quilow (1817–1888). Der neue Gutsherr hatte mehrere einflussreiche Ämter, war Großherzoglich mecklenburg-strelitz. Oberkammerherr, Oberjägermeister, Kammerpräsident sowie Ehrenritter in der Kongregation des Johanniterordens. Der älteste Sohn Achim von Voß-Wolffradt übernahm zwar nicht Gut Ahrensberg, erbte aber andere Güter, wurde Landschaftsrat (Ritterschaftsrat) und Mitglied des Preußischen Herrenhauses auf Lebenszeit.
Um 1928, also kurz vor der großen Wirtschaftskrise, hatte das Lehngut Ahrensberg mit dem Nebenbesitz Hartenfeld nach dem letztmals amtlich publizierten Güter-Adressbuch Mecklenburg einen Gesamtumfang von 3264 ha. Landwirtschaftlicher Schwerpunkt war eine große Schafsviehhaltung. 76 Pferde standen dem Gut zur Verfügung. An Forsten wurden 1426 ha ausgewiesen. Damaliger Eigentümer war G. Carl Lahnsen, den Gutsbetrieb leiteten zwei Verwalter und ein Revierförster. 1934 wurde Ahrensberg nach Wesenberg eingemeindet. Der letzte Besitzer von Gut Ahrensberg war Hugo Hoffmann, der 1945 im Zuge der Bodenreform enteignet wurde.

## Sehenswürdigkeiten

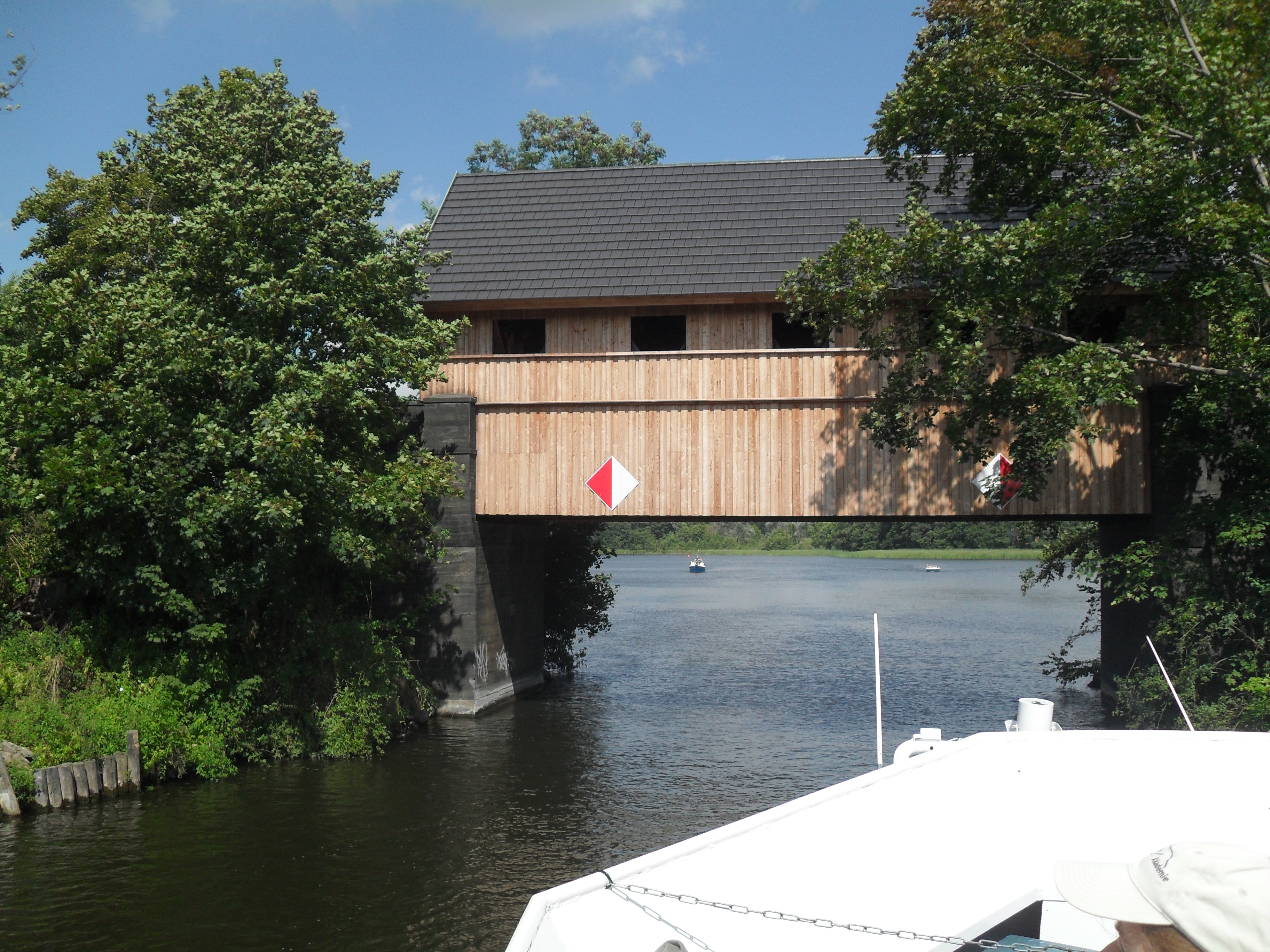
Hausbrücke Ahrensberg

- Dorfkirche Ahrensberg mit einbezogenem Turm und Zeltdach von 1767 mit Friedhof und Mausoleum der Gutsbesitzerfamilie von Voß
- Gutsanlage
- Die Ahrensberger Hausbrücke überspannt die Obere Havel-Wasserstraße an deren Übergang vom Drewensee zum Finowsee.[17] Die Holzbrücke wurde im Jahr 1929 erbaut und ist die einzige noch erhaltene Gedeckte Brücke Norddeutschlands.[18]

## Persönlichkeiten
- Konrad Gross (* 1940), Anglist, Amerikanist bzw. Kanadist und Hochschullehrer